# Воскобойникова, Лидия Михайловна
Ли́дия Миха́йловна Воскобо́йникова (род. 1921, Воронежская область) — врач ортопед-протезист, лауреат Государственной премии СССР (1970).

## Биография
Родилась в 1921 году в с. Алексеевка Воронежской области, Алексеевский район.
Член КПСС с 1945 года.
Окончила Свердловский медицинский институт (1943). В 1943—1947 годах на военной службе. Участник войны, старший ординатор эвакогоспиталя 1707 (3-й Белорусский фронт), награждена орденом Отечественной войны II степени (1985), медалью «За боевые заслуги» (05.11.1944).
С 1947 года — в ЦНИИ протезирования и протезостроения, с 1962 года — руководитель отделения.
Кандидат медицинских наук (1961). Старший научный сотрудник (1965).
Лауреат Государственной премии СССР (1970, в составе коллектива) — за участие в создании протеза предплечья с биоэлектрическим управлением. Награждена орденом Трудового Красного Знамени (1967).

## Сочинения
- Оценка эффективности протезирования верхних конечностей и показания к назначению протезов : метод, рекоменд. / Л. М. Воскобойникова. М. : ЦНИИПП, 1974. — 37 с.
- Классификация аномалий развития верхних конечностей с учетом протезирования / Л. М. Воскобойникова, Н. Г. Исаева // Протезирование и протезостроение : сб. тр. М., 1973. — Вып. 39. — С. 121—128.
- Руководство по протезированию / В. И. Виноградов, А. С. Витензон, Л. М. Воскобойникова; под ред. Н. И. Кондрашина. — М.: Медицина, 1988. — 544 с.

Составитель и соавтор пособия:
- Назначение протезно-ортопедических изделий и контроль протезирования [Текст] : Метод. рекомендации / М-во соц. обеспечения РСФСР, Респ. пром. протез.-ортопед. об-ние, ЦНИИ протезирования и протезостроения; [Сост. лауреат Гос. премии, к. м. н. Л. М. Воскобойникова] ; Под ред. проф. Н. И. Кондрашина. — Москва : б. и., 1978. — 283 с. : ил.; 23 см.